# Macuto (Venezuela)
Macuto es una parroquia venezolana, ubicada en el estado La Guaira y en la parroquia homónima del Municipio Vargas, situada en la Región Centro-Norte de Venezuela, entre el mar Caribe y el Waraira Repano. Se encuentra a aproximadamente 30 km al norte de Caracas. La ciudad es conocida por su historia colonial y su importancia como balneario turístico en el litoral central.

## Historia
Esta localidad fue fundada el 24 de agosto de 1740, donde antes existía la aldea de Guaicamacuto, debido a los esfuerzos del gobernador y Capitán General Don Gabriel de Zuloaga, también al interés puesto por el cabildo de Caracas y la colaboración del castellano del pueblo de La Guaira, Don Mateo Guál y Pueyo, padre del mártir Don Manuel Gual, quienes no agotaron recursos para realizar este pueblo de pescadores, que servía también como lugar de residencia de los vascos, factores de la Compañía Guipuzcoana.

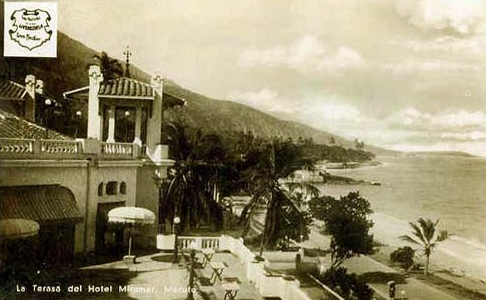
Terraza del Hotel Miramar en 1929

El cacique Guaicamacuto fue el gran guerrero que comandaba las tribus caribes en esa región del litoral central, figurando en nuestra historia como uno de los grandes amigos del Conquistador Francisco Fajardo, prestándole gran ayuda a la fundación de la Villa del Collado en 1560. Posteriormente para Guaicamacuto el mestizo margariteño, murieron en esa refriega entre otros, Juan José de Quiñones esforzado soldado de Fajardo. Guaicamacuto viendo muertos y derrotados a los mejores caciques de la zona central de Venezuela, abandona la lucha y se hace aliado de Diego de Losada y lo ayuda a fundar Caraballeda. Al convertirse en cristiano tomó el nombre de Juan el Bautista.
El 28 de mayo de 1595, seis buques bien armados, al mando del pirata Amyas Preston, fondearon en las playas de Macuto, arriando sus botes, desembarcaron en tierra unos 300 hombres. Estos bucaneros fueron guiados por un español llamado Villalpando, quien le sirvió de baqueano por una trocha que lo conduciría hasta la propia ciudad de Santiago de León de Caracas, siguiendo la pica del Pavero, llegando a la capital donde cometieron muchos desmanes, aprovechando que el gobernador Don Diego de Osorio no se encontraba allí. Don Oviedo y Baños describen esa pica El Pavero así: “Esta era una vereda oculta por mejor decir, una trocha mal formada que subía desde la misma población de Guaicamacuto hasta encumbrar la serranía y de allí bajada por la montaña al valle de San Francisco, camino tan fragoso e intransitable que parecía imposible de trajinar huella humana”. Cerca de la entrada de El Pavero, existió la hacienda que llevaba ese mismo nombre. 
Se dice que los sacerdotes Fray Baltasar García y Blas de la Puente fueron los que lograron su conversión, y en ese momento cuando Juan Macuto (que era su nuevo nombre), entrega el cáliz, la mitra y los ornamentos religiosos pertenecientes al obispo de Charcas, que había tomado el 1567 de un buque quemado en Macuto.
En 1749, con motivo de la rebelión del canario Juan Francisco de León contra los factores de la Compañía Güipuzcoana, el timorato gobernador Castellanos, los oculto en la población de Macuto para hacer creer al fundador de Panaquire, que los vascos habían partido hacia España.
Cuando fue abortada la rebelión del 13 de julio de 1797, donde participó activamente el guaireño Don José María España, este era justicia mayor del pueblo de Macuto, sucesos que más tarde le costaría la vida junto con otros revolucionarios locales, que fueron los precursores del movimiento independentista. 
Cuando el científico y explorador Alejandro Humboldt visitó el litoral el 21 de noviembre de 1799, se refirió a Macuto así: “el punto de aldea de Macuto”.
La población de Macuto se sumó a los sucesos independentistas del 19 de abril el día siguiente, o sea el 20, celebrándolo jubilosamente, y así le da a conocer la “Gaceta de Caracas” quien elogia la actitud patriotas del pueblo de Macuto de su teniente de justicia Manuel María Elzaburo.
Posteriormente cuando fueron seleccionados los electores del litoral central, por Macuto fueron designados: Juan N. Martell y Francisco de Borja y Mayora, eligiéndose un elector por cada 500 habitantes y otros por un exceso de 250.
En 1883, en el terreno que ocupó una casa propiedad de Juan Sajona, hizo construir el presidente Guzmán Blanco el templo que el llamó en su mensaje al congreso Nacional “Iglesia Católica de Macuto”. El actual templo de La Guzmania, construido por Pedro Carlos Bretón en 1954.

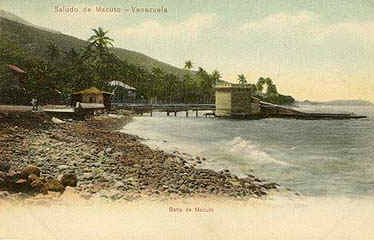
Playa de Macuto en 1911

El Hotel Miramar, inaugurado en 1928 con gran pompa, resumió el lujo, confort y refinamiento moderno de la época. En 1954 se apagó su esplendor, solo 26 años de operaciones. Después de la muerte de su dueño El General Juan Vicente Gómez en 1936, el hotel entró en decadencia,  los costos de mantenimiento y operativos no lo permitieron mantenerlo en pie. Además, la inauguración de nuevos complejos hoteleros, con mayor capacidad y servicios modernos que superaban al Miramar, contribuyeron con su cierre definitivo. Hoy está abandonado y el pueblo de La Guaira reclama su recuperación El Hotel Miramar fue uno de los más elegantes del país.
El pueblo de Macuto y El Cojo, a pesar de estar separados por la avenida Intercomunal, son un solo pueblo, formados ambos por la parroquia Macuto; pero antes eso no era así, ya que sólo era conocido el pueblo de Santa Ana del Cojo, que se dice fue fundado el 26 de julio de 1672, cuando comenzaron las doctrinas para la enseñanza religiosa, los indios del Cojo estuvieron bajo la tutela de los religiosos franciscanos, que atendían también a Naiguatá y Caraballeda.

## Geografía

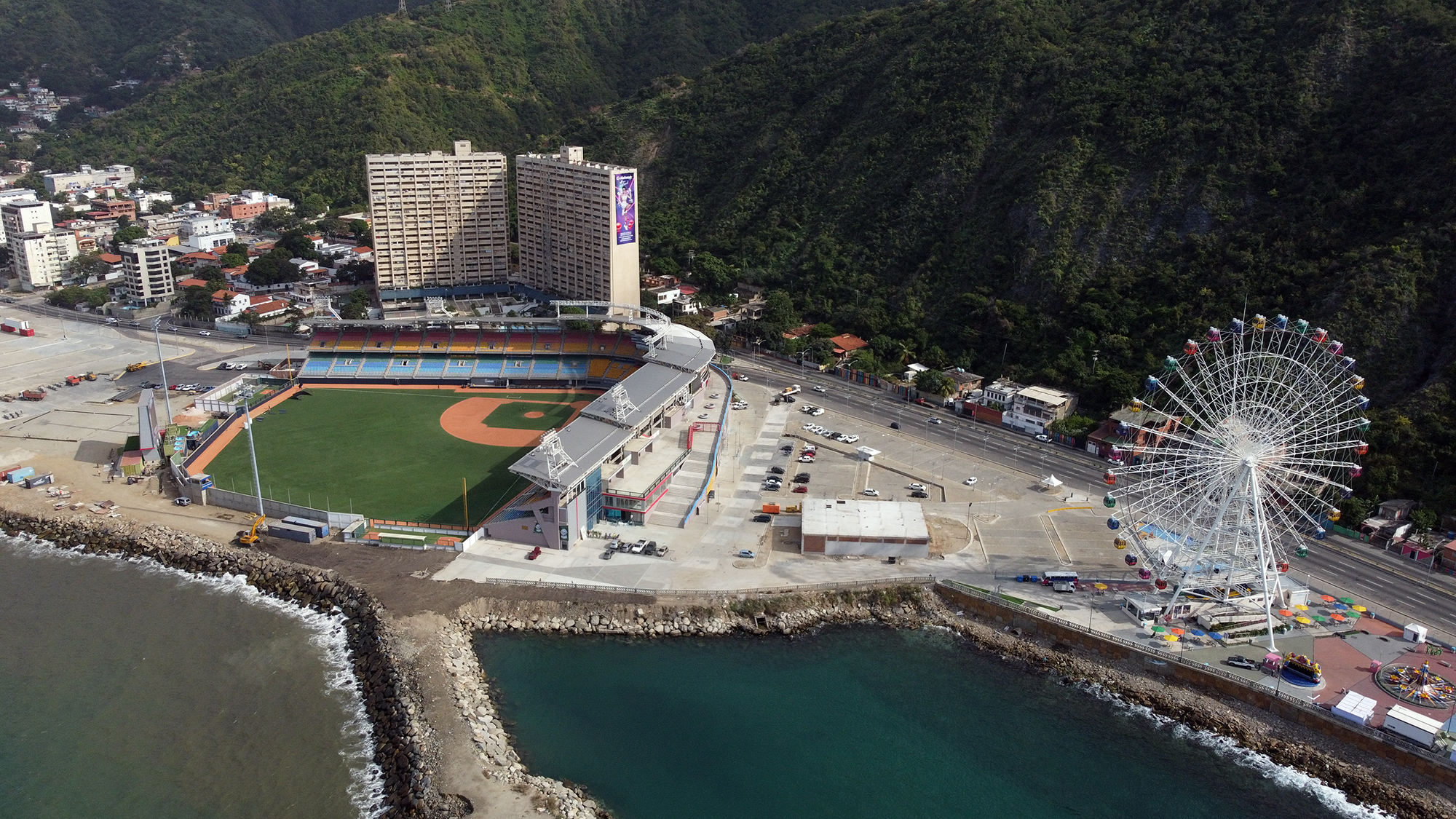
Estadio Jorge Luis García Carneiro y el Ojo de La Guaira (2023).

Ubicada en el litoral central, al pie de la cordillera de la Costa, conforma la parroquia homónima, destacan las urbanizaciones en occidente de la localidad como La Guzmania y Álamo, el centro histórico del pueblo está a nivel del mar, muy cerca de la playa, a diferencia de la mayoría de los pueblos costeros antiguos de Venezuela, que se construyeron algo más al interior. Limita al norte con el Mar Caribe, al este con la parroquia Caraballeda, al noroeste con La Guaira y al suroeste con Maiquetía. Posee una superficie total de 3200 hectáreas o 32 kilómetros cuadrados y una población de 25.506 habitantes para 2023. La zona oriental de la localidad es más espaciada en desarrollo urbanístico.
En el sector El Cojo se ubica una estación del teleférico que funcionó entre 1957 y 1976 y lo conectaba con el Parque Nacional Waraira Repano y la ciudad de Caracas. Se prevé a futuro rescatar y remodelar estas instalaciones para ponerlas nuevamente en funcionamiento.
En Macuto destacan sus famosas playas, con un clima tropical cálido pero suave, en un claro contraste de la vecina ciudad de La Guaira, mucho más árida y calurosa.
Dentro de la jurisdicción de la parroquia, Macuto engloba al poblado de montaña, Galipán que está estrechamente vinculado al área metropolitana de Caracas.

### Sectores

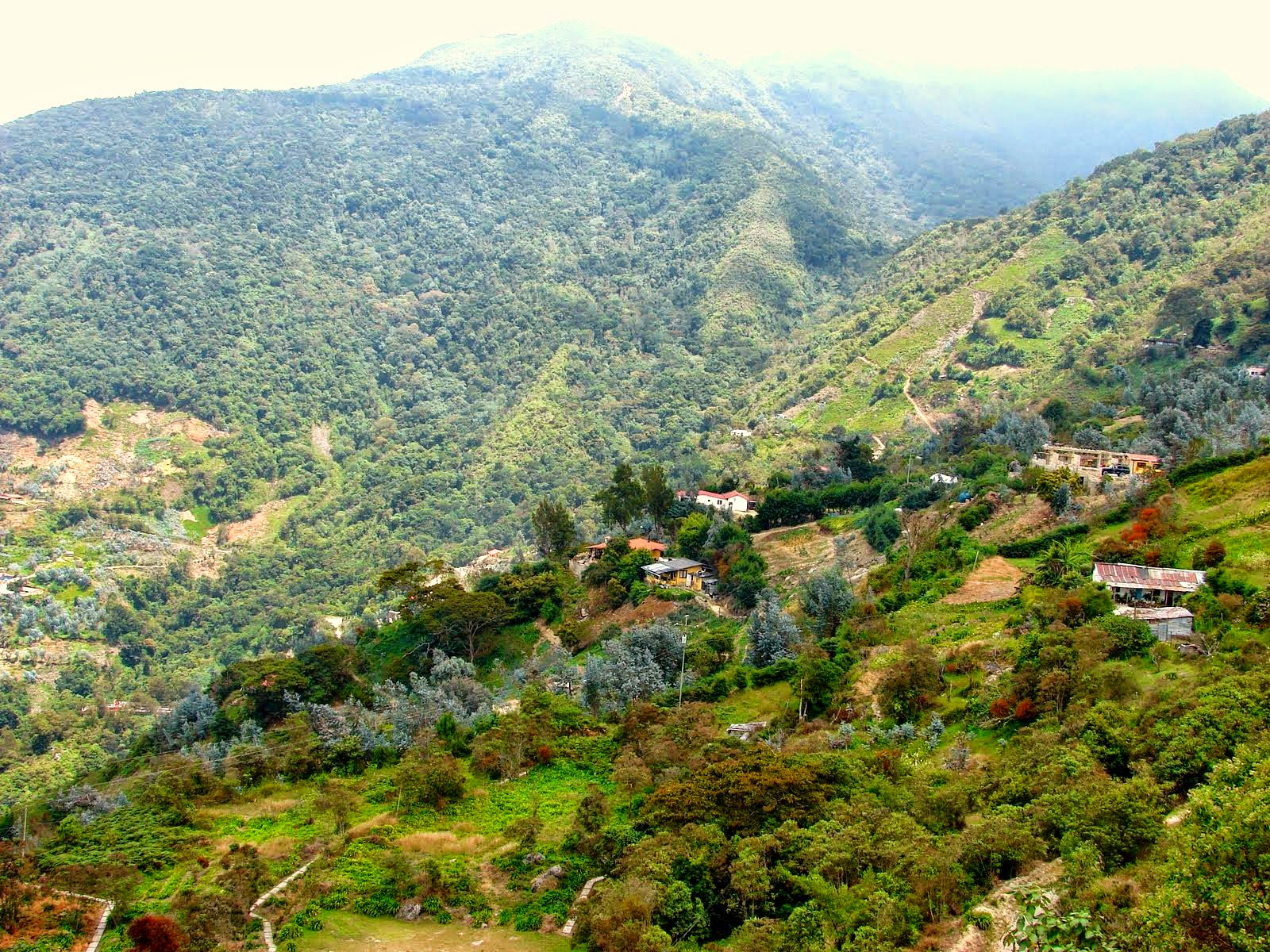
Vista de Galipán, parroquia Macuto

- Avenida Álamo
- El Pavero
- La Guzmania
- Avenida La Playa
- Punta Brisa
- Las 15 Letras
- El Teleférico
- El Camino Real al Cojo
- Calle La Iglesia
- Calle Real San Bartolomé
- Calle del Medio
- Calle Cuartel
- La Veguita
- La Represa
- Urbanización Tricas
- Plaza de Las Palomas
- Calle El Regenerador
- Galipán

## Cultura

### Tradiciones o costumbres
- Celebración del Día de San Juan (24 de junio).
- Danzas folclóricas.
- Peleas de gallos.
- Campeonato de bolas criollas.
- Carnavales (entre febrero y marzo).
- Entierro de la sardina (Miércoles de Ceniza después de Carnaval).
- Miércoles de Ceniza (entre febrero y marzo, después de Carnaval).
- Semana Santa (entre marzo y abril).
- San Pedro y San Pablo (29 de junio).
- Parrandas Navideñas (del 1 de diciembre al 8 de enero).
- El Día de la Virgen del Valle (8 de septiembre).